# Jamesbrittenia major
Jamesbrittenia major là một loài thực vật có hoa trong họ Huyền sâm. Loài này được (Pilg.) Hilliard mô tả khoa học đầu tiên năm 1992.